# Дистанционный репетитор
Дистанцио́нный репети́тор — частный преподаватель, который занимается с учениками на расстоянии, используя интернет-технологии или другие средства, предусматривающие интерактивность.
Дистанционный репетитор обладает знаниями в области информационных технологий и учитывает специфику дистанционной формы обучения (психологические особенности взаимодействия с учащимися и т. п.).
В настоящее время наиболее распространённая модель организации дистанционных занятий — занятия в синхронном, онлайн-режиме посредством Интернета с использованием Skype и других программных продуктов, а также сервисов веб-конференций. Репетиторов, преимущественно использующих данную модель, иначе называют онлайн-репетиторами.

## Модели дистанционного обучения в практике репетитора
Учебный процесс в дистанционной форме репетитор может организовать, используя следующие модели:
- система онлайн-занятий;
- дистанционный курс;
- интеграция очной и дистанционной форм обучения (смешанное обучение[3]).

Выбор модели при этом определяется объективными и субъективными факторами, такими как: программа занятий, учебные цели, специфика содержания обучения, технические возможности ученика и/или репетитора, специфика учебного предмета (например, при изучении химии, биологии и др. дисциплин, требующих проведения лабораторных и практических работ, целесообразно использование модели интеграции очной и дистанционной форм обучения) и т. д.
Система онлайн-занятий — это структурированная во времени совокупность дистанционных уроков в онлайновой, синхронной форме, направленная на достижение определённой учебной цели.
Дистанционный курс, как модель обучения в дистанционной форме предполагает использование структурированного, согласно учебным целям содержания. Причём доступ к этому содержанию репетитор и ученик имеют через Интернет. Содержание дистанционного курса используется для проведения онлайн-занятий, офлайн-занятий или же для самостоятельной работы учащихся.
Перспективной моделью является модель интеграции очной и дистанционной форм обучения. В рамках данной модели, часть занятий репетитор организует очно, а часть в дистанционной форме.
Например, при этом в дистанционной форме занятия могут быть организованы во время эпидемий гриппа, невозможности выезда ученика к преподавателю и т. д. Чаще всего последняя модель используется репетиторами для организации дополнительных занятий.
В любой из моделей ведущим средством обучения являются информационные технологии, предусматривающие интерактивность.

## Информационные технологии как средство обучения в практике дистанционного репетитора
Применение тех или иных средств для организации занятий определяется моделью дистанционного обучения, которую репетитор использует. Так, при организации учебного процесса в дистанционной форме по онлайн-модели чаще всего используются общедоступные программы для общения в сети Интернет, например, Skype. Для организации офлайн-занятий и при использовании дистанционных курсов, репетитор может использовать различные системы управления обучением, например, Moodle.
Сегодня активно используются и развиваются сервисы веб-конференций, которые позволяют учащимся общаться с преподавателем непосредственно через браузер. Они используются многими компаниями, предоставляющими услуги дистанционного обучения. Удобство веб-конференций заключается в том, что учащемуся и преподавателю не требуется устанавливать на персональный компьютер сторонние приложения. Отличительной чертой этих сервисов является использование специальной доски (whiteboard) для написания формул, рисования графиков и т. п., а также совместный просмотр презентаций, обучающих видеороликов и др. Чаще всего применяются OpenSource-сервисы, такие как: BigBlueButton, OpenMeetings, Dimdim, а также платные решения: Adobe Acrobat Connect, COMDI и др.
Ещё один вариант удаленного общения между преподавателем и учеником — использование специализированных интернет-сервисов для дистанционных репетиторов.

## Преимущества и недостатки онлайн-репетиторства
К дистанционным репетиторам предъявляются те же требования, что и к репетиторам очной формы обучения: профессионализм, индивидуальный подход к ученику, ответственность и порядочность. Отдельное и важное требование к онлайн-преподавателям и их ученикам — владение современными информационными технологиями .
В условиях дистанционного обучения учащиеся пользуются следующими преимуществами:
- занятия проходят на дому у ученика, поэтому родители могут их контролировать;
- сокращаются затраты на оплату услуг репетитора (нет затрат на дорогу к преподавателю; нет необходимости вносить дополнительную оплату за выезд опытного репетитора к ученику на дом; покупку учебной литературы в случае наличия у репетитора дистанционных курсов);
- возможность выбора удобного времени и продолжительности занятия;
- возможность выбора индивидуальной программы и темпа занятий (построение индивидуальных образовательных траекторий);
- решаются вопросы безопасности и сохранения конфиденциальности.

На сегодняшний день к минусам дистанционного репетиторства можно отнести:
- низкий уровень готовности преподавателей к обучению в дистанционной форме[6][7];
- трудоёмкость подготовки преподавателя к дистанционным занятиям[8];
- низкая стоимость дистанционных занятий, что не выгодно для преподавателей крупных городов;
- отсутствие качественной, стабильной интернет-связи в регионах Российской Федерации.

Все вышеперечисленные минусы имеют решения. Например, проблема низкого уровня готовности педагогических кадров решается с помощью организации обучающих тренингов, вебинаров и дистанционных курсов. Проблема трудоёмкости подготовки репетитора к дистанционным занятиям является преимуществом для учащихся, так как всегда есть гарантия, что преподаватель подготовился к занятию качественно. Проблема низкой стоимости дистанционных занятий и качественной интернет-связи решается развитием рынка дистанционного обучения и развитием Интернет в регионах.

## История развития и современное состояние дистанционного репетиторства
В качестве одного из первых примеров дистанционного репетиторства можно назвать 1840 год в Англии, когда изобретатель системы стенографии сэр Айзек Питман стал рассылать свой курс по почте.
Сегодня мировая аудитория всевозможных электронных курсов составляет 100 млн человек. Одно из самых популярных направлений дистанционного репетиторства в мире — курсы иностранных языков.
В США, Канаде и ЕС онлайн-репетиторы существуют уже более 10 лет.

Количество пользователей сайтов для дистанционных репетиторов постоянно растёт во всём мире. Так, TutorVista получает около 6 миллионов уникальных посетителей в месяц, а её бизнес растёт со скоростью более 800 процентов в год. Перспективность онлайн-репетиторства как нового витка эволюции образовательных услуг подтверждают инвесторы. Так, TutorVista привлекла $38 млн венчурного капитала, а проект Tutor.com в конце прошлого года получил очередной грант — 1,5 миллиона долларов от Фонда Билла и Мелинды Гейтс.
Самый быстрорастущий рынок дистанционных образовательных услуг в мире — российский, он увеличивается на 23 % в год. Для становления и развития рынка онлайн-репетиторства в России созданы соответствующие условия: спрос на профессиональных репетиторов, стремление сократить затраты на их услуги, улучшение качества интернет-связи, сложности школьников при сдаче ЕГЭ и т. д.